# Winselmutter
 (septembre 2023).
Si vous disposez d'ouvrages ou d'articles de référence ou si vous connaissez des sites web de qualité traitant du thème abordé ici, merci de compléter l'article en donnant les références utiles à sa vérifiabilité et en les liant à la section « Notes et références ».
Une Winselmutter (ou encore Klagemutter) est un personnage légendaire qui apparait dans différentes régions allemandes comme les Monts Métallifères, en Vogtland ou encore en Thuringe.
Elle est décrite la plupart du temps comme une vieille (une mère) qui ne parvient pas à trouver le repos. Dans les histoires, elle apparait sous une forme blanche ou une lumière changeante. Cette créature séjourne souvent dans des lieux inquiétants, ou plus difficilement dans une maison, et émet des sons plaintifs. La rencontre avec une Winselmutter annonce toujours le mauvais augure de la mort de quelqu'un.
Parmi les exemples de récits qui mettent en scène une Winselmutter, on peut citer Die Winselmutter am Oswaldbach, Die Winselmutter in der Mutzmühle ou Die Winselmutter bei Grünhain.
De même, l'apparition de la Dame Blanche, que l'on peut retrouver sous d'autres appellations en fonction de la langue vernaculaire dans le quartier de Bavière d'Edelsberg, est similaire à celle de la Winselmutter. La Weiße Frau ou encore Weiße Maria erre surtout la nuit pour hanter la forêt d'Ebersberg
On peut rapprocher la Winselmutter avec des personnages de la mythologie celtiques tels que la Banshee, Gwrach y Rhibyn et Mallt-y-Nos.
Les graines blanches de chardons qui planent dans les airs sont également appelées Winzelmutter dans certaines régions.